# Principauté du Mangkunegaran
1757 – 1945

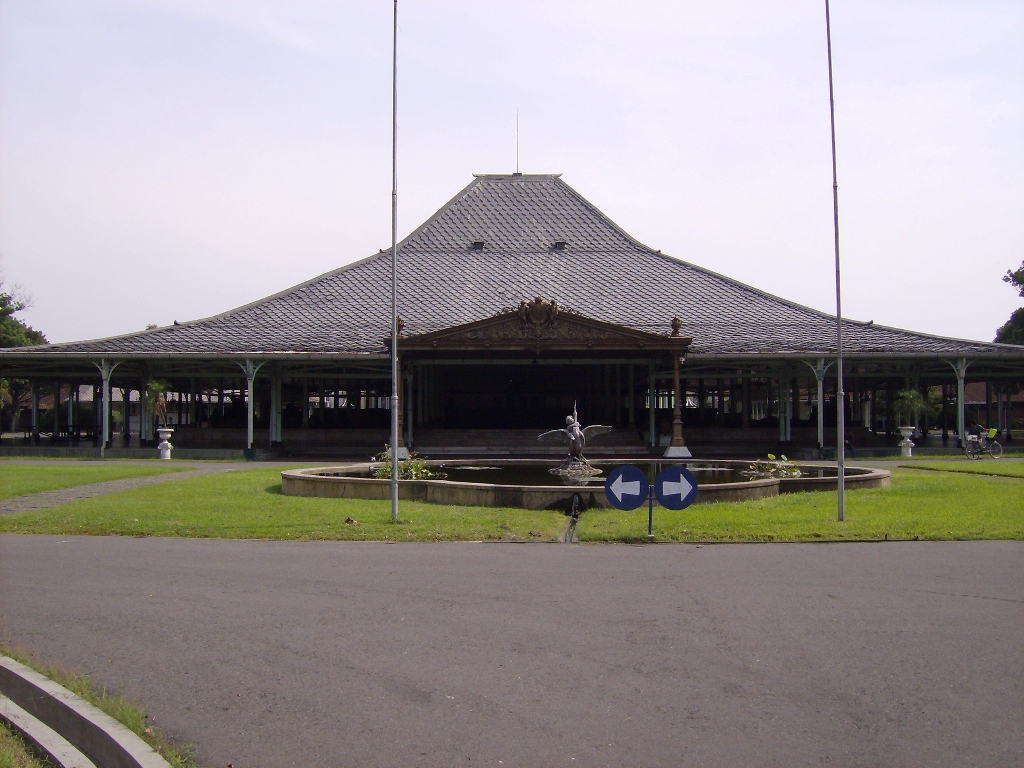
Le grand pendopo du palais du Mangkunegaran

La principauté du Mangkunegaran, en javanais Praja Mangkunegaran, est une principauté héréditaire indonésienne dont le palais se trouve dans la ville de Surakarta, dans le centre de Java.

## Histoire
La principauté du Mangkunegaran fut fondée en 1757 par le prince Said, oncle de Pakubuwana III, sunan (roi) du royaume de Mataram, qui prit le parti d'un de ses frères, le prince Mangkubumi, contre leur neveu, dont ils contestaient la légitimité. Ce conflit est appelé en Indonésie Troisième Guerre de succession javanaise (1746-1757).
Les Hollandais de la VOC (Compagnie néerlandaise des Indes orientales) étaient intervenus et avaient imposé aux belligérants de signer le traité de Giyanti en 1755. Said se rendit avec son armée et prêta allégeance à Pakubuwana III, à Mangkubumi, devenu le sultan Hamengku Buwono de Yogyakarta, et à la VOC. En échange, il reçut en apanage 4 000 foyers et prit le titre de Mangkunegara.

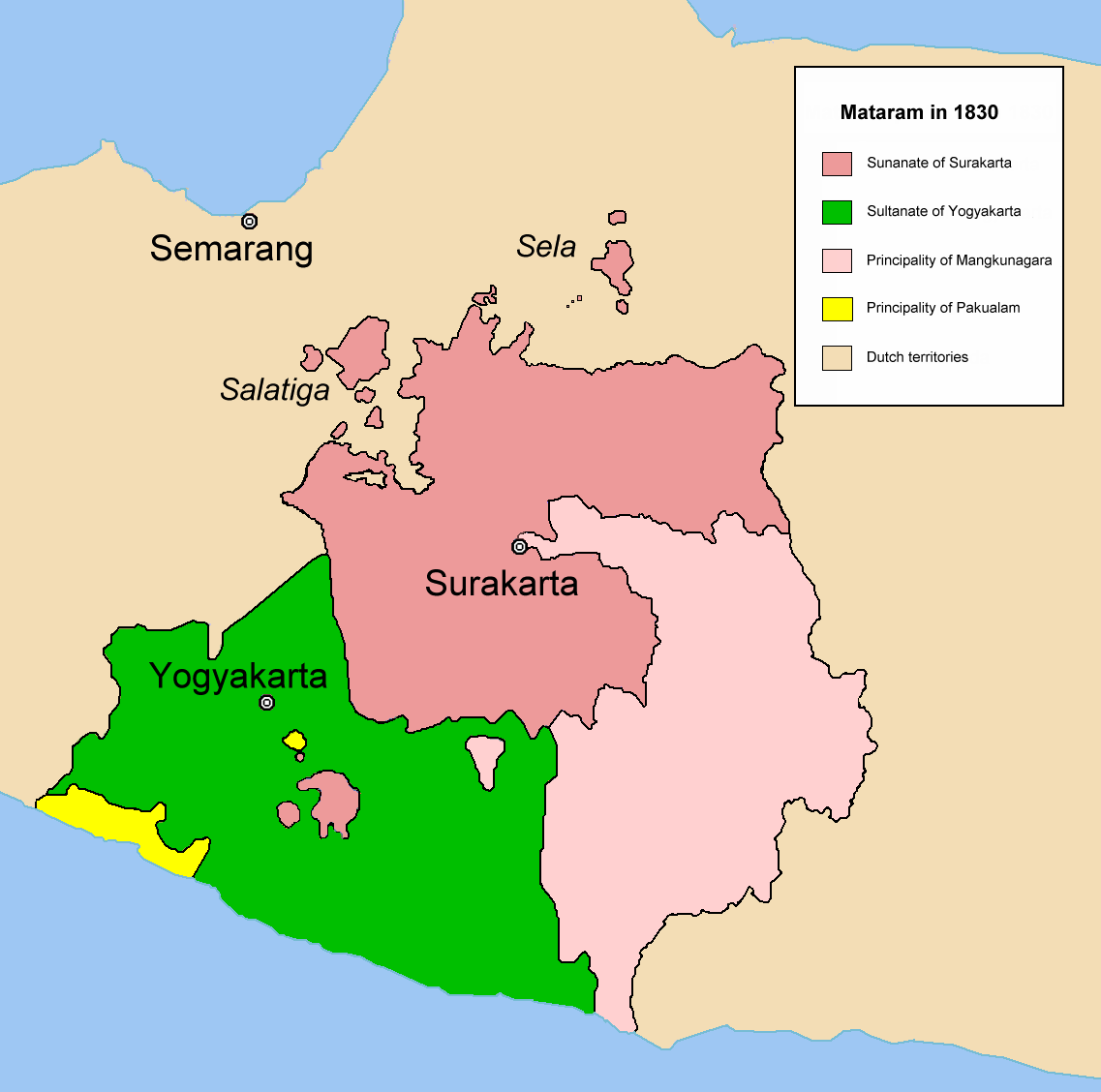
Le partage du royaume de Mataram. Le Mangkunegaran est représenté en rose clair, à droite.

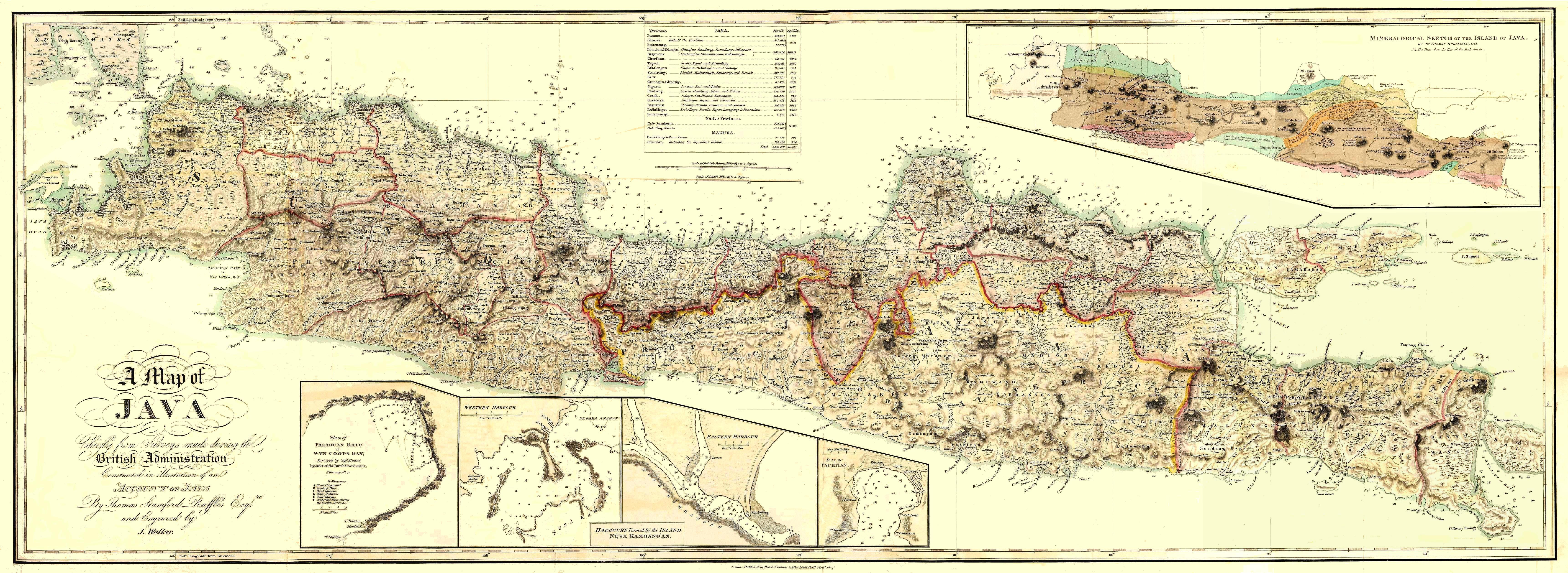
Carte de Java de 1817 établie par Raffles montrant les "Provinces of the Native Princes"

## Culture

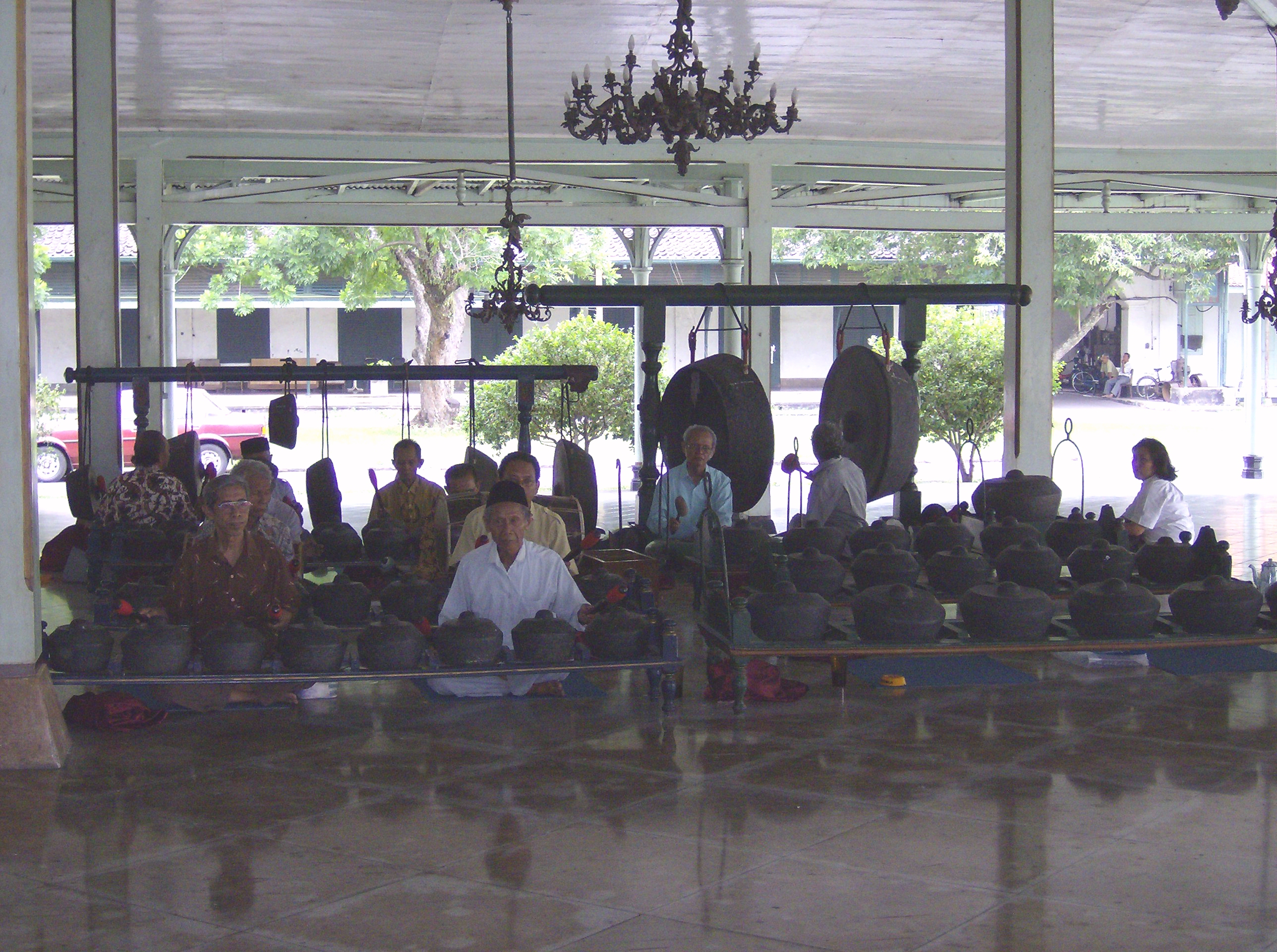
Répétition de gamelan sous le pendopo du Mangkunegaran

Avec les kraton (palais royaux) de Surakarta et Yogyakarta et le Pakualaman, le Mangkunegaran est un des quatre lieux où se perpétuent la culture de cour javanaise, maintenue en premier lieu par les membres de la famille princière. Cette culture est transmise à travers un enseignement ouvert au public. Les leçons de danses ont notamment lieu sous le pendopo, le grand pavillon de réception à l'avant du palais.

## Économie

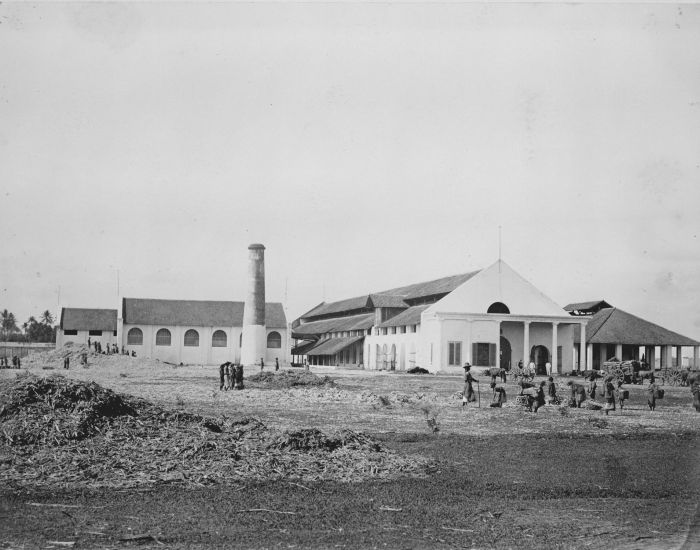
La raffinerie de sucre de Colomadu (1857-1872)

Au milieu du XIXe siècle, avec l'essor de l'économie coloniale, qui repose notamment sur les cultures commerciales comme la canne à sucre, les princes Mangkunegara investissent dans une raffinerie de sucre à Colomadu à l'est de Surakarta.

## Liste des princes Mangkunegara

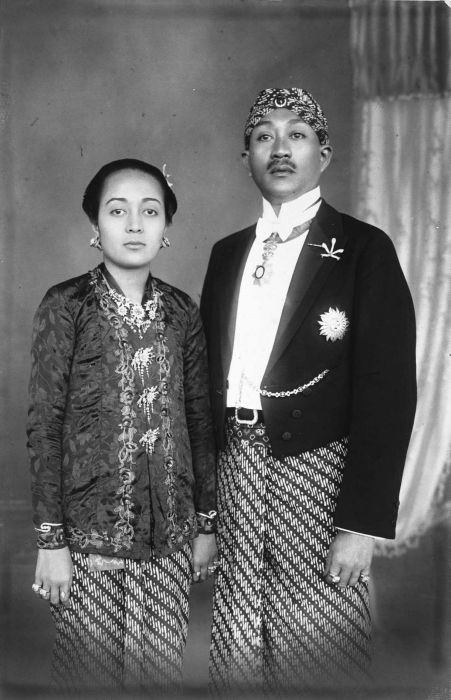
Le prince Mangkunegara VII (règne 1916-1944) et son épouse, la Ratu Timur

- Mangkunegara I, 1755 - 1796
- Mangkunegara II, 1796 - 1835
- Mangkunegara III, 1835 - 1853
- Mangkunegara IV, 1853 - 1881
- Mangkunegara V, 1881 - 1896
- Mangkunegara VI, 1896 - 1916
- Mangkunegara VII, 1916 - 1944
- Mangkunegara VIII, 1944 - 1987
- Mangkunegara IX, 1987 - 2021